# JGM do Huambo
Jorge Gomes Mangrinha Académica Sport Clube do Huambo, kurz JGM do Huambo genannt, ist ein angolanischer Fußballverein aus Huambo.
Der Klub empfängt seine Gäste im 1947 erbauten und 8000 Zuschauer fassenden Estádio dos Kurikutelas, in dem auch der Lokalrivale Clube Recreativo da Caála seine Heimspiele austrägt.

## Geschichte
Der Verein wurde am 12. Mai 1998 in Huambo gegründet, unter dem vollständigen Namen Clube Desportivo Jorge Gomes Mangrinha do Huambo. Der Name bezieht sich auf den Geschäftsmann und Vereinsbesitzer Jorge Gomes Mangrinha.
2015 gewann der Klub die Meisterschaft der obersten Provinzliga der Provinz Huambo und stieg in die zweite Liga auf, die Segundona. Am Ende der Saison 2016 stieg er dann erstmals in die erste Liga auf, den Girabola. Die Saison 2017 beendete der Klub auf dem 14. Platz und wäre somit abgestiegen. Er verblieb jedoch in der ersten Liga, nachdem Progresso da Lunda Sul disqualifiziert wurde. JGM Huambo startete dann zwar in die Saison 2018, zog seine Teilnahme am Ligabetrieb am 27. April aber aus finanziellen Gründen zurück, so dass alle seine bisherigen Spiele annulliert wurden und er als Zwangsabsteiger in die zweite Liga feststeht.
Nach der Saison 2017 wurde er offiziell in JGM Académica Sport Clube do Huambo umbenannt und wird nun gelegentlich auch Académica SC do Huambo abgekürzt.

## Erfolge im Fußball
- 2015: Aufstieg in die zweite Liga Gira Angola
- 2016: Aufstieg in die erste Liga Girabola